# 羅摩
羅摩（梵語： Rāma），也译为拉瑪，阿逾陀国的王子，是印度古代傳說的偉大英雄，為印度教所信奉的重要神祇之一。祂是大史詩《羅摩衍那》主角，也是主神毗濕奴的化身之一。現存在南亞、东南亚一帶的不少宗教畫也可看到其蹤跡。
印度人認為最好的政治就是「羅摩治」，羅摩在印度的地位猶如中國的堯舜等聖王，但其統治方式帶有更多宗教的色彩。泰國現王朝君主的「拉瑪」稱號，其實即為羅摩，代表其統治的神性成份。柬埔寨神话中扶南国的女王Reamker也被认为是羅摩的变形。《十車王本生》中羅摩为佛陀前世。

## 图库

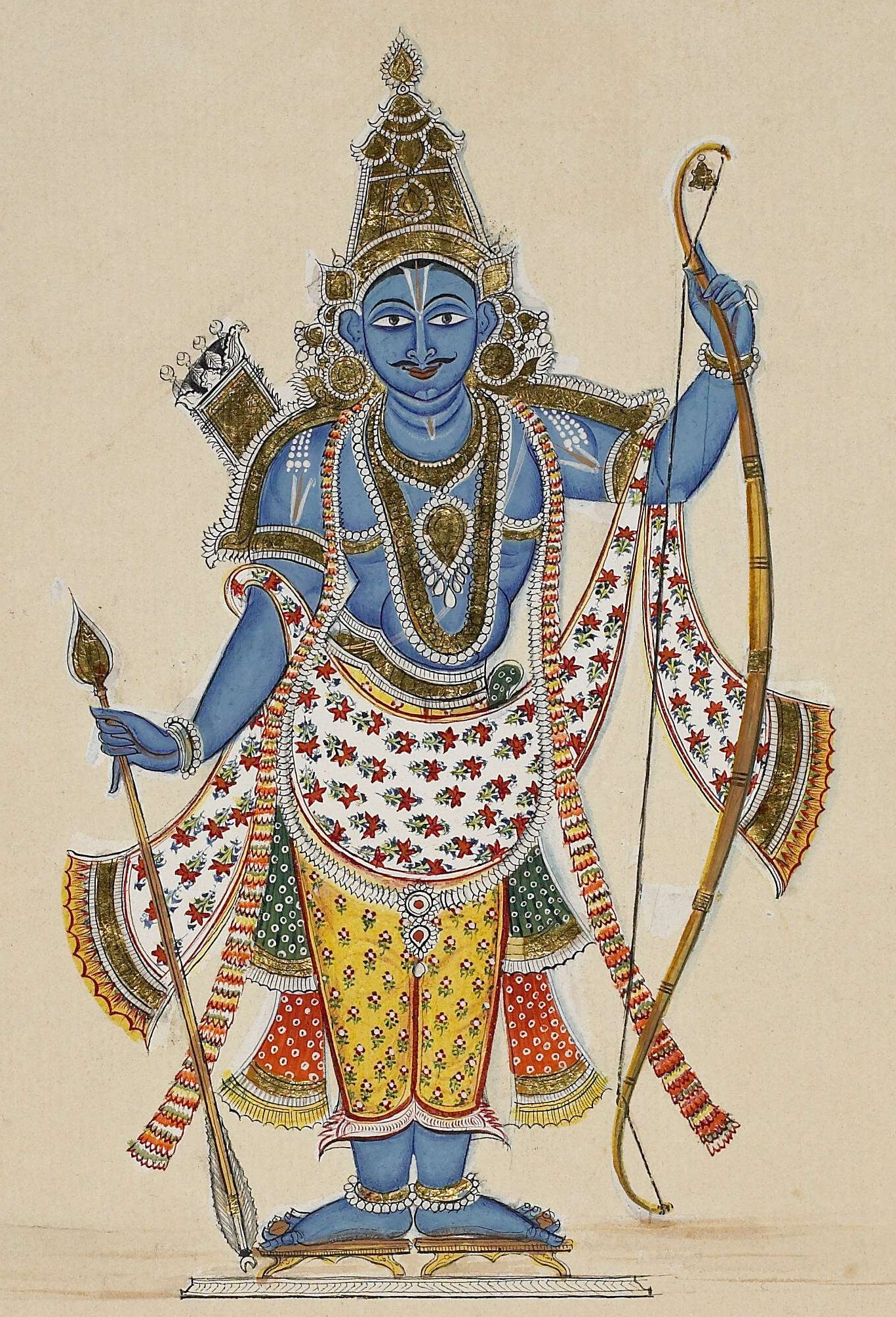
持弓箭的罗摩
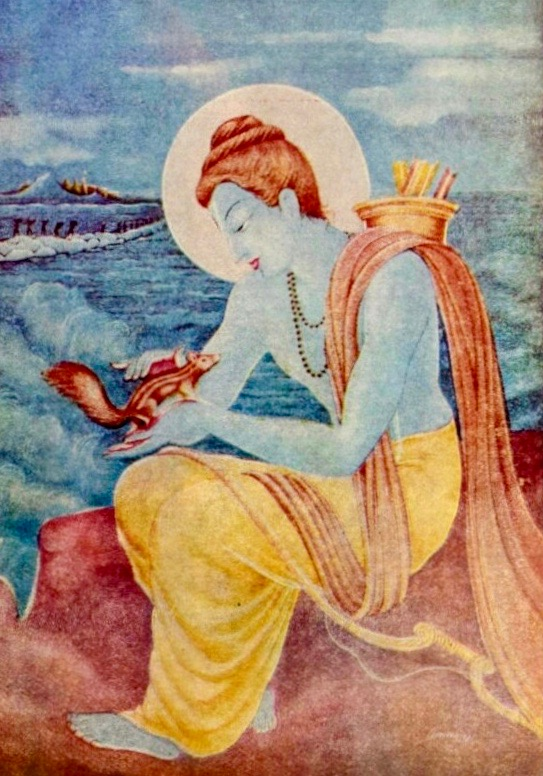
罗摩与松鼠
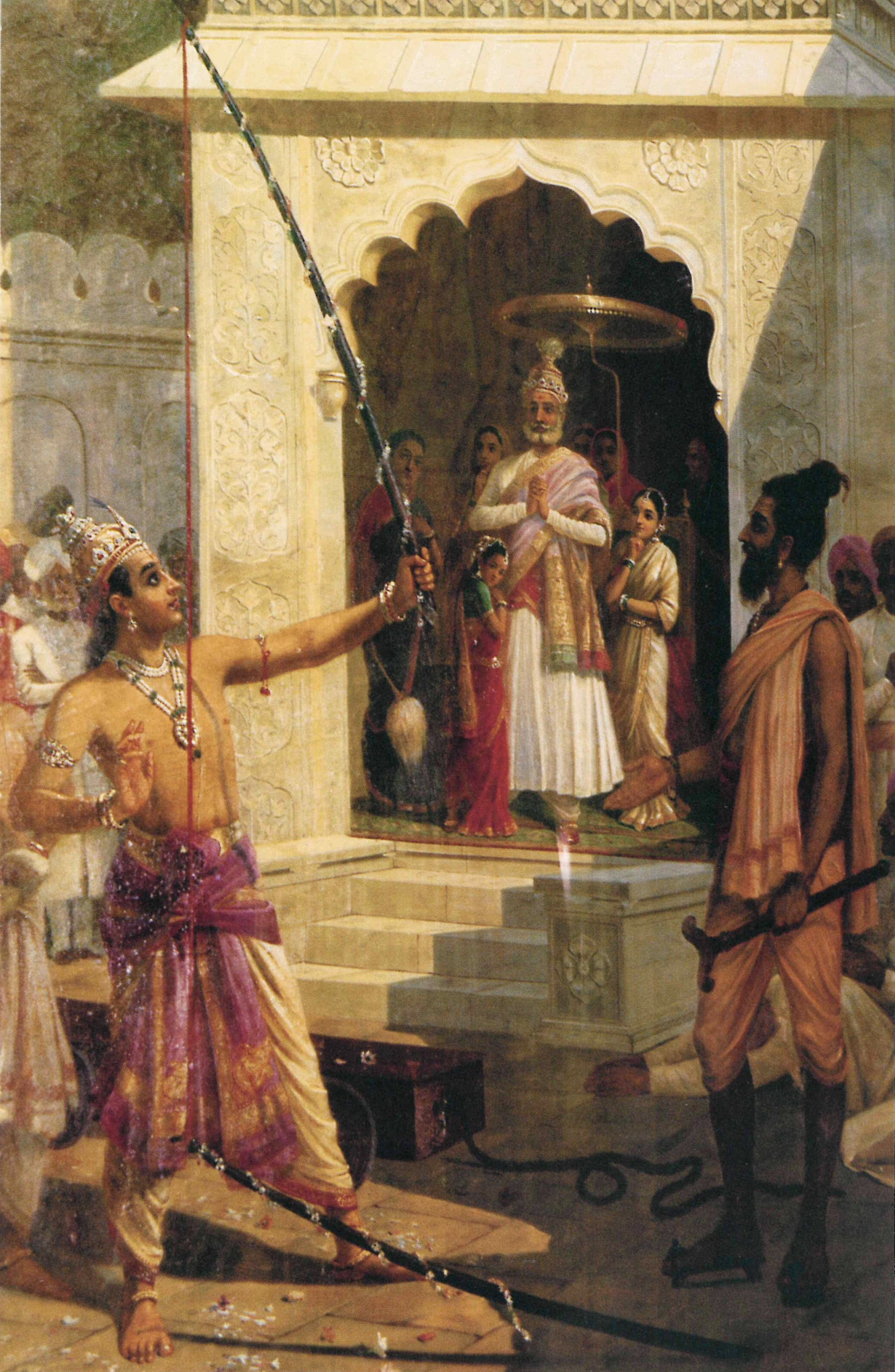
羅摩把弓折斷的畫像
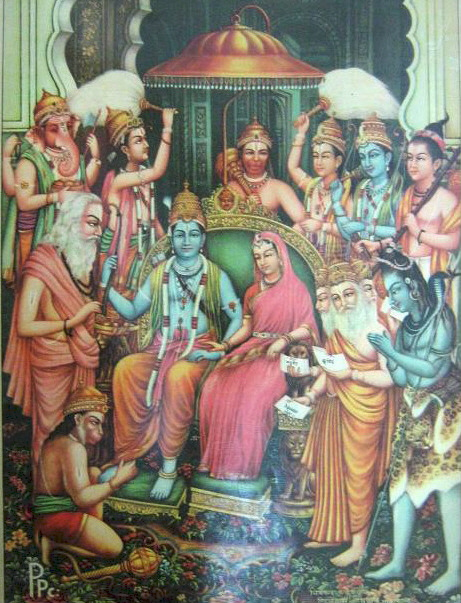
羅摩的加冕
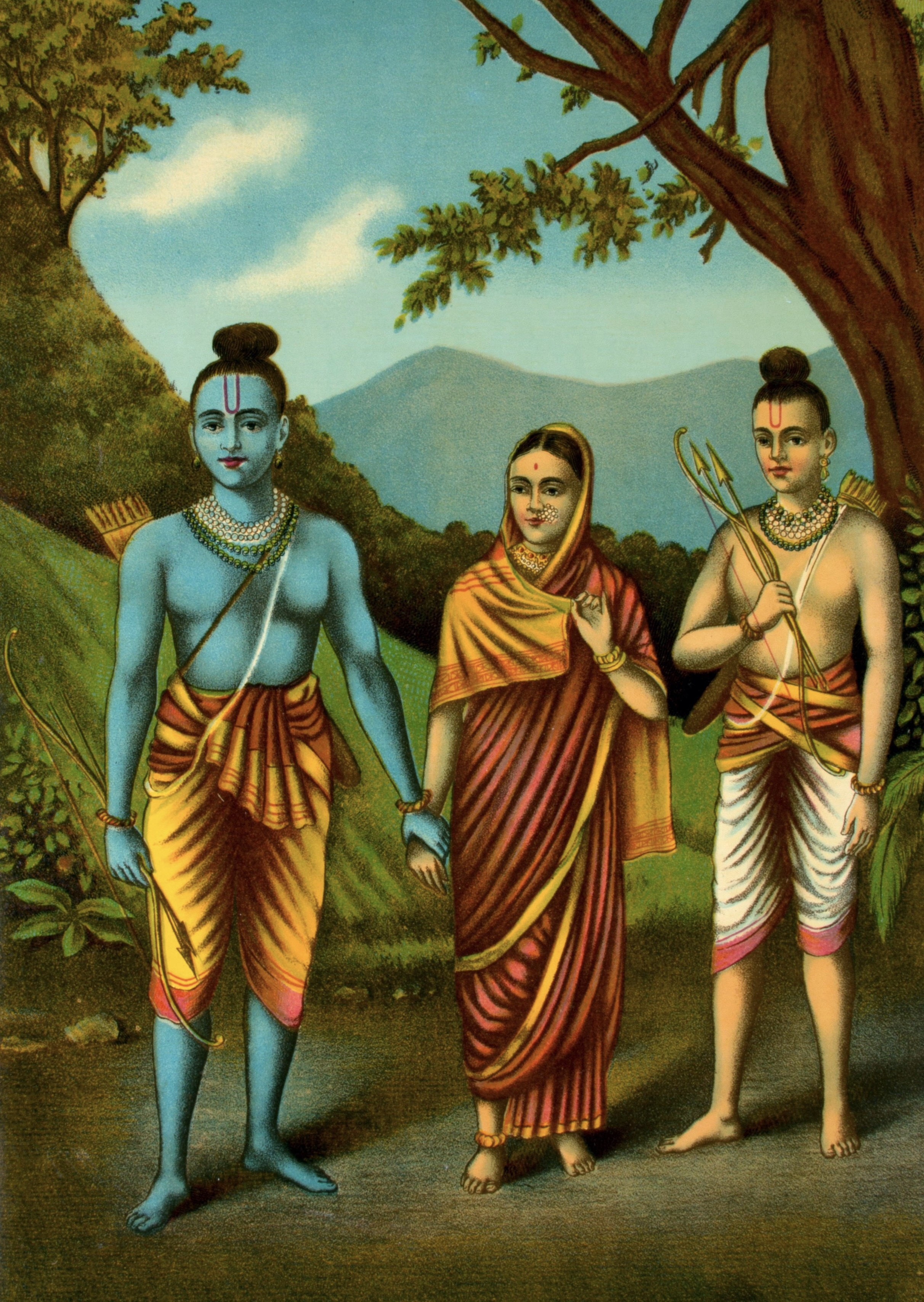
罗摩、悉多和罗什曼那
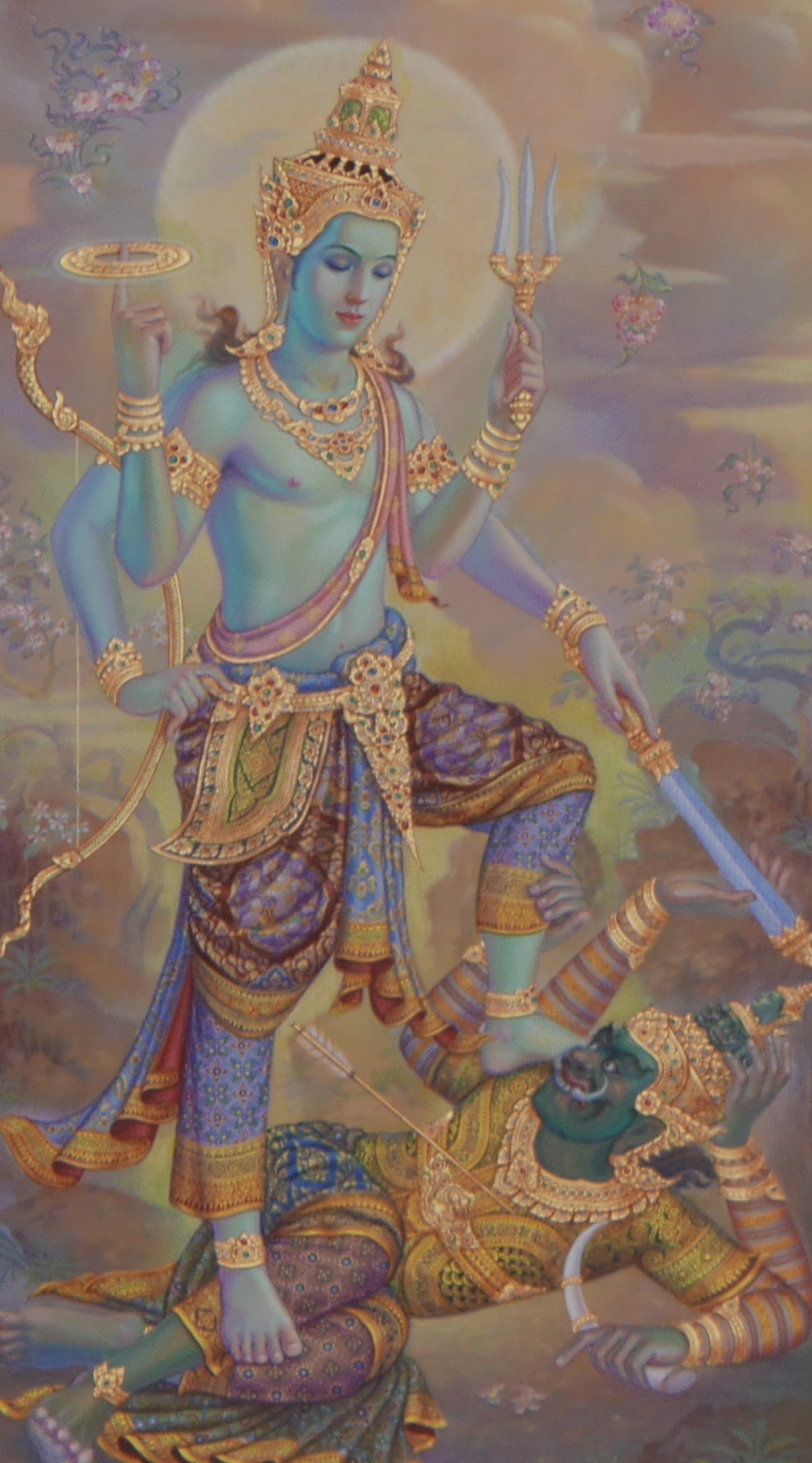
泰国普密蓬国王火葬台上的罗摩画像